# Lomnice nad Lužnicí
Lomnice nad Lužnicí är en stad i Tjeckien.   Den ligger i distriktet Jindřichův Hradec och regionen Södra Böhmen, i den centrala delen av landet, 110 km söder om huvudstaden Prag. Lomnice nad Lužnicí ligger 424 meter över havet och antalet invånare är 1 660. Den ligger vid sjön Tisý.
Terrängen runt Lomnice nad Lužnicí är platt. Runt Lomnice nad Lužnicí är det ganska glesbefolkat, med 40 invånare per kvadratkilometer. Närmaste större samhälle är Třeboň, 9,8 km söder om Lomnice nad Lužnicí. Trakten runt Lomnice nad Lužnicí består till största delen av jordbruksmark.